# Vida robada (telenovela de 1991)
Vida robada es una telenovela mexicana dirigida por Luis Vélez, producida por Carlos Sotomayor para la cadena Televisa. Es una nueva versión de Ha llegado una intrusa, historia escrita por Marissa Garrido en 1974. 
Esta protagonizada por Erika Buenfil y Sergio Goyri, en los roles antagónicos Cynthia Klitbo y Rosa María Bianchi y las participaciones estelares de Fernando Luján, Sonia Furió y Juan Carlos Colombo.

## Argumento
Gabriela es una buena y generosa joven que estudia en una universidad sin saber quién paga por su educación, ya que ella no tiene familia. Después de una serie de circunstancias decide sustituir a una compañera de clase, Leticia, una niña rica y viciosa que después de fugarse nunca regresó a su casa. 
Gabriela se muda a La Encina, la hacienda donde vivía Leticia, y descubre que fue una terrible hija y su familia la despreciaba. Gabriela logra conquistar el corazón de don Ramón, el padre de Leticia. Este está casado con Irene, una mujer más joven que lo domina a su antojo, y enseguida odia a "Leticia" porque la considera una rival para conseguir la herencia de su marido. 
Por su parte, Gabriela se enamora del ingeniero Carlos Medina, un empleado de don Ramón, de carácter noble y fuerte. Carlos se siente atraído por Gabriela, pero trata de luchar contra sus sentimientos. Sin embargo, Gabriela logra conquistarlo y se casan. En este punto vuelve a aparecer la verdadera Leticia, bajo la identidad de Verónica, que se enamora de Carlos e intenta separar a la pareja. Poco después, Carlos tiene un terrible accidente.
Alrededor de la pareja se desenvuelven otros personajes: Rubén es un médico bueno y honesto, quien se convierte en rival de Carlos porque él ama sinceramente a Gabriela. Su hermana Nelly se enamora de Carlos. Desesperada ella se mete con un hombre casado y queda embarazada. 
Rosita es prima de Rubén y Nelly y se crio con ellos porque es huérfana. Ella se debate entre el amor de dos hombres: Jorge y Luis.
Gabino, que vive con Carlos, lo quiere como un hermano. Se enamora de la verdadera Leticia y ella se aprovecha de él.

## Elenco
- Erika Buenfil - Gabriela Durán Carrasco / Leticia Avelar
- Sergio Goyri - Carlos Medina Suárez
- Cynthia Klitbo - Leticia Avelar Guzmán / Verónica
- Fernando Luján - Don Ramón Avelar Montero
- Rosa María Bianchi - Irene Soler de Avelar
- Sonia Furió - Carlota Carvajal
- Fernando Sáenz - Gabino
- Queta Carrasco - Juventina
- Romina Castro - Anaísa
- Juan Carlos Colombo - Ernesto Lascuráin
- Joaquín Garrido - Cuco
- Graciela Bernardos
- Constantino Costas - Tony Hansen
- José Antonio Ferral - Pancho
- Raúl Magaña - Luis
- Silvia Mariscal - Daniela
- Guy de Saint Cyr - Guillermo Alvarado
- Jacqueline Munguía - Rosita
- Aída Naredo - Corina
- Juan Felipe Preciado - Anselmo Medina
- Martha Resnikoff - Lupe
- Luis Rivera - Rubén Carvajal
- Sergio Sánchez - Felipe
- Yadira Santana - Nelly Carvajal
- Jorge Urzúa - Jorge
- Lucy Tame - Claudia
- Dacia Arcaraz - Leonor
- Brenda Oliver
- Fabiola Campomanes
- Dinorah Cavazos
- Eva Díaz
- Benjamín Islas - Inspector
- Israel Jaitovich
- Luis Ángel Nerey
- José Antonio Sánchez
- Fernando Rivera
- Estela Ruiz

## Equipo de producción
- Historia original de: Marissa Garrido
- Tema: In Surge of
- Autor: Attila Galamb
- Escenografía: Carmen Ravelo
- Ambientación: Eneida Rojas
- Coordinación de producción: Luis Miguel Barona
- Director de cámaras: Carlos Guerra Villarreal
- Director de escena: Luis Vélez
- Productor asociado: Rafael Urióstegui
- Productor: Carlos Sotomayor

## Premios y nominaciones

### Premios TVyNovelas 1992
| Categoría               | Nominado(a)        | Resultado |
| ----------------------- | ------------------ | --------- |
| Mejor actor protagónico | Sergio Goyri       | Nominado  |
| Mejor villana           | Rosa María Bianchi | Nominada  |

### Premios Eres 1992
| Categoría              | Nominada       | Resultado |
| ---------------------- | -------------- | --------- |
| Mejor actriz coestelar | Cynthia Klitbo | Nominada  |

## Versiones
- Vida robada es un remake de la telenovela Ha llegado una intrusa, producida por Valentín Pimstein para la cadena Televisa en 1974, y protagonizada por Jacqueline Andere y Joaquín Cordero.
- En 1983, SBT produce una versión brasileña titulada Vida Roubada, la cual fue adaptada por Raymundo Lopez, y protagonizada por Suzy Camacho y Fausto Rocha.
- En 2022, Carlos Moreno Laguillo produce una nueva versión para TelevisaUnivision titulada Mi secreto, protagonizada por Macarena García, Diego Klein, Isidora Vives y Andrés Baida.